# Златко Шнајдер
Златко Шнајдер (Обреж, код Земуна, 5. март 1903 — Загреб, 14. август 1931) био је револуционар и политички радник, један од седморице секретара СКОЈ-а.
Одрастао је у Славонском Броду, а 1916. године се његова продица преселила у Загреб. Као ученик гимназије, 1919. године се прикључио Савезу комунистичке омладине Југославије (СКОЈ) и бавио се револуционарним радом. Као члан организације „Црвена правда” био је ухапшен априла 1921. године због атентата на министра Милорада Драшковића, а након што је Алија Алијагић 21. јула 1921. убио Драшковића, Златко је био услед недостатака доказа био условно осуђен на шест месеци и пуштен на слободу.
Од 1922. године активно је радио на учвршћивању револуционарног омладинског покрета и Савеза комунистичке омладине, као члан Секретеријата СКОЈ-а за Хрватску. Уређивао је листове „Омладинска борба” и „Млади радник”. Од 1924. до 1926. године је обављао дужност политичког секретара Централног комитета СКОЈ-а. Као политички радније је више пута био хапшен и прогањан од полиције. Године 1925. је био осуђен на неколико месеци, а 1926. најпре на годину, а потом на пет година затвора, коју је издржавао у затворима на Ади Циганлији, Сремској Митровици, Зеници и Лепоглави. Због тешких услова робијања у зеничком затвору, тешко се разболео и физички уништен је половином маја 1931. године пуштен на кућно лечење. Преминуо је након три месеца безуспешног лечења.

## Биографија
Рођен је 5. марта 1903. године у Обрежу, код Земуна. Потицао је из национално мешовите породице — његов отац Владимир је био Хрват, а мајка Милева Српкиња, са границе Кордуна и Баније. Отац му је био банкарски чиновник, а мајка домаћица и поред Златка, су имали и млађу ћерку Олгу. Убрзо после Златковог рођења, његови родитељи су се преселили у Славонски Брод, где је он завршио четворогодишњу основну школу и два разреда Више пучке школе.
Године 1916. Златкова породица се поново преселила, овог пута у Загреб, где је Златко уписао трећи разред Прве државне реалне гимназије. Током школовања у Загребу, Златко је поред интересовања за литературу и уметност, све више почео да се интересује за политику. Поготово током 1918. и 1919. године, када су у новоформирану државу Југославију почели да долазе одјеци Велике октобарске социјалистичке револуције у Совјетској Русији. Златко је био члан Удружења академске социјалистичке омладине, које је фебруара 1919. било основано на Загребачком свеучилишту и које је одиграло значајну улогу у оснивању Савеза комунистичке омладине Југославије (СКОЈ), октобра исте године.

### Политичка активност

#### 1920—1921.
После оснивања СКОЈ-а, Златко се све више политички ангажовао. Тада се упознао и зближио са Јанком Мишићем и Родољубом Чолаковићем. Политичка активноста, а пре свега активност међу ђацима Прве реалне гимназије, Златка је све чешће је доводила у сукоб са појединим наставницима и управом школе. Због тога, али и жеље да се што више посвети револуционарном и политичком раду, он се априла 1920. године исписао из гимназије и постао приватни ученик. Почетком 1920. године активно је учествовао у организовању првих скојевских организација у Загребу, а касније током године је почео да политички делује и ван Загреба. Одлазио је и у Славонски Брод, где се састајао са бившим школским друговима, који су према његовим упутствима формирали прву скојевску групу.
Доношење „Обзнане“, децембра 1920. године којом је био забрањен рад Комунистичке партије Југославије (КПЈ) веома је погодила многе младе комунисте, међу којима и Златка. Фебруара 1921. године у Загребу, заједно са неколико другова учествовао је у формирању илегалне организације „Црвена правда“. Ова организација се залагала за револуционарну борбу против буржоаског режима и одлучила се за „индивидуални терор“, иако је он био у супротности са политиком КП Југославије. Први циљ ове групе био је убиство министра иностраних дела и аутора „Обзнане“ Милорада Драшковића.
Почетком 1921. Златко је веома активно радио на обанављању скојевских организација у Загребу, али и другим деловима Хрватске и Славоније, које су била растурене после доношење Обзнане. Пошто је за његов политички рад знала полиција, прешао је у илегалност и почео да се користи лажним именом „Ђура Радосављевић“. Да би умирио родитеље, рекао им је да путује у Русију. Током боравка у илегали, становао је заједно са Јанком Мишићем. У потрази за Златком, полиција је почела да прати Вељка Клаузарића, члана Обласног секретеријата СКОЈ-а за Хрватску и Славонију и Златковог школског друга. Потом су упали у стан Јанка Мишића и ухапсили њега и Златка. Приликом претреса стана пронашли су два револвера и једну бомбу, као и једну Златкову преписку са Маријаном Стилиновићем. Потом су ухапсили и Стилиновића, а касније Стјепана Цвијића и још тројицу другова.
Док су се они налазили у притвору у загребачкој полицији, у Београду је 3. маја Никола Петровић извршио неуспели покушај атентата на Милорада Драшковића. Полиција је тада Златка, Мишића и Стилиновића повезала са овим атентатом, али на суђењу одржаном крајем маја тужилац није успео то да докаже. Према првобитној пресуди, Златко је због „комунистичке делатности“ био осуђен на месец дана затвора, а Мишић и Стилиновић ослобођени. Пошто је тужилаштво уложило жалбу на ову пресуду, она је поништена. Ново суђење, на коме су сви ослобођени је одржано тек почетком октобра, а сво то време они су провели у затвору. Током њиховог боравка у затвору, Алија Алијагић је успео да 21. јула у Делницама убије Милорада Драшковића. Полиција није успела да увиди везу између њих и Драшковићевих убица, па су после ослобађајуће пресуде, у октобру пуштени на слободу.

#### 1922—1923.
После изласка из затвора, октобра 1921. године, Златко је боравио у Загребу, а потом је отишао у Београд, где је остао неколико месеци. Током боравка у Београду, упознао се и састајао са многим члановима и функционерима Комунистичке партије Југославије и Савеза комунистичке омладине Југославије. Почетком 1922. године постао је секретар Обласног комитета СКОЈ-а за Хрватску и Славонију. Тада је заједно са својим друговима Јанком Мишићем, Вељком Каузларићем и Ервином Цвергером активно радио на обнављању скојевских организација. Обилазио је предузећа, окупљао младе раднике, сазивао скупове, писао летке, растурао илегални материјал и др.
Заједно са Јанком Мишићем, Карлом Штајнером и Миланом Дурманом, организовао је у подруму зграде у Петровој улици број 3. илегалну штампарију СКОЈ-а у којој су на бостон-преси штампани леци, а касније и новине. Закупцима куће, они су рекли да ће на машинама правити папирне кесе. Први летак штампан у овој штампарији био је проглас Партије против вешања Алије Алијагића. Радећи на обнављању организација СКОЈ-а, заједно са Јанком Мишићем је дошао на идеју да успостави легалну организацију - Просветни савез радничке омладине. После оснивања ове организације умногоме је олакшан њихов рад на окупљању комунистичке и револуционарне омладине. Били су организатори масовних излета у Зеленгај, Подсусед, Грачане и др, на којима су одржавали састанке и предавања.
Половином 1922. године по упутствима Мишића и Шнајдера организована је у Загребу Оснивачка скупштина Савеза радничке омладине. Пошто су обојица били познати полицији, они нису присуствовали овој скупштини у бојазни да због њиховог присуства полиција не забрани овај скуп. Крајем августа у Љубљани је учествовао на Првој земаљској конференцији СКОЈ-а, на којој је извршена опширна анализа рада СКОЈ-а после доношења „Обзнане“ и дата сугестија да се поред обнављања илегалних скојевских организација, ради и на организовању легалних организација. На овој Конференцији Златко је изабран за члана Централне управе СКОЈ-а.
Крајем 1922. године, међу загребачким скојевцима је дошло до сукоба око организације и метода рада СКОЈ-а. Већина загребачких скојеваца тада је сматрала да СКОЈ треба да се реорганизује и да се уместо јединствене организације уведе федерални систем рада. Према њиховој замисли федрализација СКОЈ-а би дала више слободе покрајинским и локалним организацијама и оне не бих морале да чекају директиве из центра. У почетку су и Јанко и Златко, заступали ове идеје, али после интервенције Партије су увидели да оне и нису баш оправдане. Оваквим идејама се први био супротставио Стјепан Цвијић, руководилац загребачке скојевске организације, а касније су на састанке загребачких скојеваца почели да долазе и партијски радници - Ђуро Цвијић, Аугуст Цесарец, Сима Миљуш и др. После овога Златко, је заједно са Јанком Мишићем и Маријаном Стилиновићем почео да обилази чланство и објашњава значај јединствене организације СКОЈ-а, поготово због његовог илегалног рада. Насупрот Златковог гледишта стајали су загребачки скојевци „федералисти“ предвођени Миланом Дурманом, Станком Драгићем и Антуном Мавраком.
Овај сукоб је све више растао, па је Златко почетком 1923. године сазвао Обласну конференцију, на којој је покушао да реши овај сукоб. Пошто на Конференцији није дошло до решења, Златко је одлучио да расформира постојећу загребачку скојевску организацију и фомира нову, којој је пришла већина тадашњих чланова СКОЈ-а. Такође, новој Златковој организацији је пришла и већина чланова студентског комунистичког клуба „Галилеј“, који је деловао на Загребачком свеучилишту. „Федералисти“ су наставили своје деловање, па су тако почетком 1923. године у Загребу деловале две комунистичке омладинске организације. Иако су почетком маја организовали чак и свој лист „Омладинску борбу“, „федералисти“ су се после Друге земаљске конференције КПЈ, покорили партијској дисциплини.
Током 1923. године, илегални СКОЈ је деловао преко легалне организације Савеза радничке омладине Југославије и остварио многе резултате - у многим градовима стваране су нове организације омладине, извођене су многе акције, протести и демонстрације, организовани су масовни излети, одржавани састанци, осниване радничке уметничке групе и радничка спортска друштва. Пошто је Златко био компромитован код полиције, он није учествовао у већини ових акција, али су многе од њих рађене по његовим упутствима. Био је главни уредник листа „Омладинска борба“, гласила СРОЈ-а за Хрватску и Славонију, а сарађивао је и у партијском листу „Борби“. Заједно са својим другом Јанком Мишићем, Златко је активно учествовао у припремама за одржавање Другог конгреса СКОЈ-а, који је одржан јуна 1923. у Љубљани.

#### 1924—1926.
Крајем 1923. године Златко напушта Загреб и одлази у Београд, где преузима дужност политичког секретара Централног комитета СКОЈ-а и представника СКОЈ-а у Централном комитету Комунистичке партије Југославије.

### Робија
Крајем 1926. године опет је ухапшен и осуђен на годину дана затвора. После одређеног времена, поново му је суђено и казна му је повећана на пет година. Казну је издржавао у затворима: на Ади Циганлија (1927), у Сремској Митровици (1928. и 1929), Зеници (1930) и Лепоглави (1931).

### Смрт
Због мучења у самици Зеничког затвора (тзв. „Исусовачкој ћелији“), тешко се разболео и пред саму смрт пуштен на слободу. Умро је 14. августа 1931. године у Загребу.
Његови посмртни остаци су 30. маја 1950. године пренети и сахрањени у Гробницу народних хероја на Загребачком гробљу Мирогој, a његово име је уписано на десној плочи ове гробнице.
Име Златка Шнајдера, носиле су многе улице широм Југославије, а тако се у послератном периоду звала и гимназија у Славонском Броду, чији је Златко некада био ђак. Године 1981. Телевизија Београд је снимила телевизијску серију „Седам секретара СКОЈ-а“ у којој је лик Златка Шнајдера тумачио глумац Предраг Мики Манојловић.